# Терри, Эллен
Дама Э́лис Э́ллен Те́рри (англ. Alice Ellen Terry, 27 февраля 1847, Ковентри — 21 июля 1928, Смоллхит, Кент) — английская театральная актриса, крупнейшая исполнительница женских ролей в пьесах Шекспира.

## Биография
Родилась в театральной семье, где пятеро детей выступали на сцене, потомки Элен Терри — сын Гордон Крэг и внучатый племянник Джон Гилгуд — также стали крупными фигурами в английском театре. Широкую популярность как театральная актриса и фотомодель приобрела её племянница Минни Терри.
Дебютировала в 1856 году в шекспировской «Зимней сказке», выступив вместе с сыном Эдмунда Кина Чарлзом Кином, среди зрителей была королева Виктория. Играла в Лондоне, Бристоле, Бате. В 1864 вышла замуж за художника Джорджа Фредерика Уоттса, который был старше её на 30 лет. Через 10 месяцев они расстались. Позднее она была в долгой связи с известным архитектором Эдвардом Уильямом Годвином, от которого родила дочь и сына, Гордона Крэга.

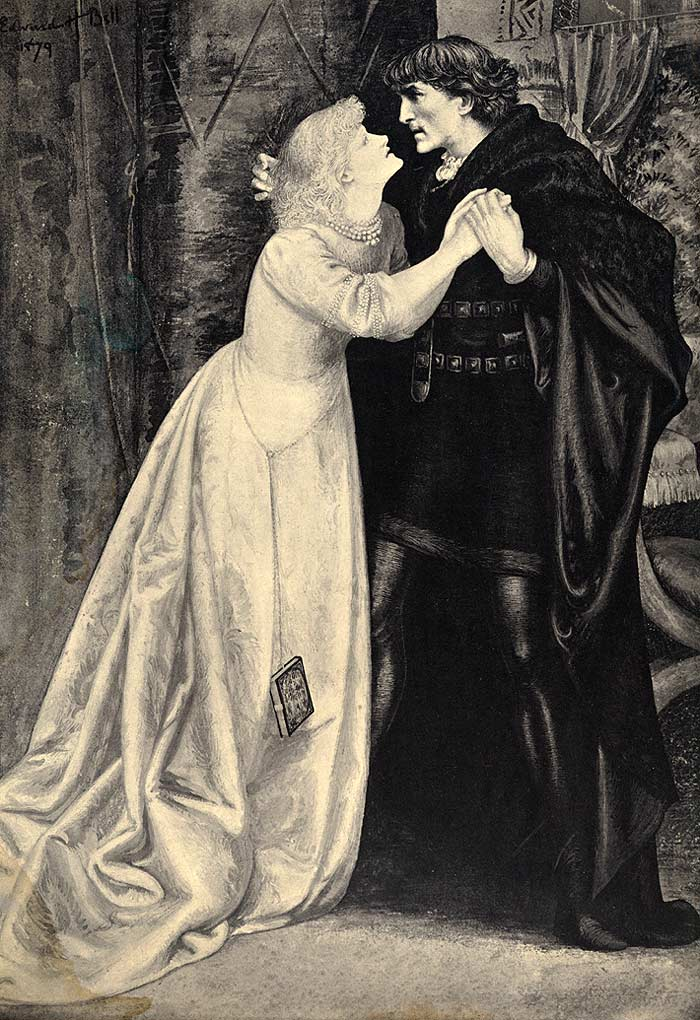
Эллен Терри и Генри Ирвинг в Гамлете Шекспира, 1879

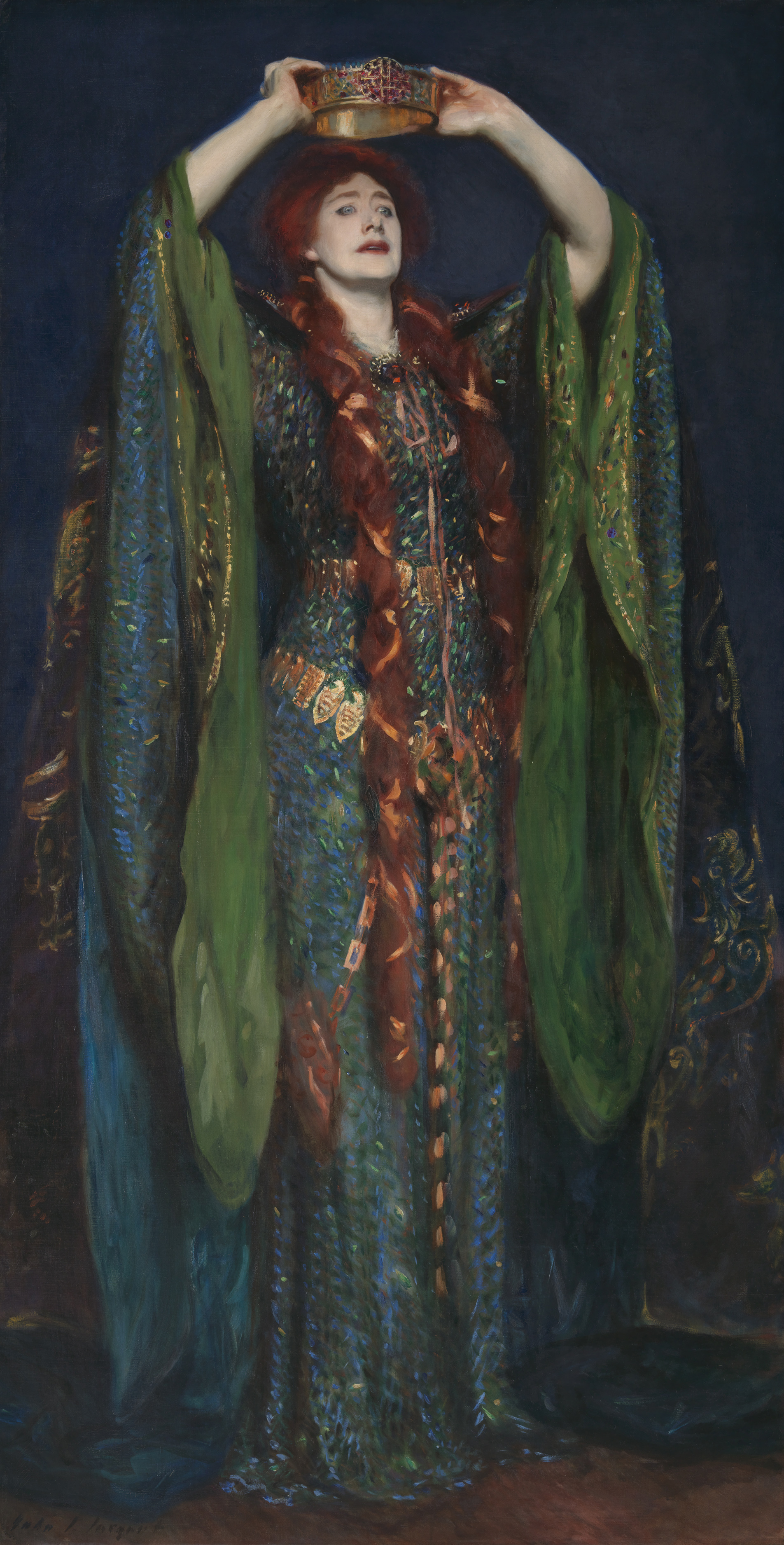
Джон Сарджент. Элен Терри в роли леди Макбет, 1889

С 1878 года постоянно играла вместе с Генри Ирвингом (впервые они встретились на сцене десятью годами раньше, в 1868 году, как Катарина и Петруччо в шекспировском «Укрощении строптивой»). Стала ведущей исполнительницей женских ролей в шекспировских пьесах на британской сцене.
В 1883 году впервые гастролировала в США (после посещала в 1907 и 1910). В 1900-х годах выступила в драмах Ибсена и Шоу (с Шоу она подружилась и долгое время переписывалась). С 1916 снималась в кино.
В 1920 году покинула сцену, с 1922 года больше не снималась. В последние годы потеряла зрение. 21 июля 1928 года Терри умерла от кровоизлияния в мозг в своем доме в возрасте 81 года. Она была кремирована в крематории Голдерс-Грин. Её прах хранится в серебряной чаше с правой стороны алтаря церкви Святого Павла в Ковент-Гардене.

## Фильмография
- 1917 — Her Greatest Performance
- 1918 — Victory and Peace
- 1918 — The Invasion of Britain
- 1918 — Denny from Ireland
- 1920 — Pillars of Society
- 1922 — Potter’s Clay
- 1922 — The Bohemian Girl

## Признание
Дама Большого Креста ордена Британской империи (1925) — высшая степень этой награды.

## Публикации на русском языке
- История моей жизни. Л.; М.: Искусство, 1963